# Szent Miklós-kolostor (Zengg)
A zenggi Szent Miklós pálos kolostor (horvátul: Pavlinski samostan sv. Nikole) egykori kolostor Horvátországban, a Lika-Zengg megyében fekvő Zengg városában. 

## Fekvése
A kolostor és temploma Zengg városának kikötője közelében, a tengerpart mentén, a mai Frankopan téren állt.

## Története
A Szent Miklós-templom első írásos említése a domonkosok ideérkezésével van kapcsolatban, amikor 1378. május 24-én a domonkosok megkapták a Szent Miklós-templomot, majd ezután kolostort építettek mellé. A pálos kolostort 1634-ben alapította Ivan Krstitelj Agatić zenggi püspök a városfalakon belül, vagyis abban az időben, amikor egy kolostor a török veszély miatt csak a városfalakon belül létezhetett. A pálosok ekkor kapták meg a már álló Szent Miklós-templomot a már szintén meglévő domonkos kolostorral. A domonkosok már évszázadok óta működtek Zenggben, de mivel a 17. századi tevékenységük nem volt számukra kielégítő, otthagyták kolostorukat, Agatić püspök pedig meghívta a pálosokat. A kolostorkomplexum a tengerpart mentén, a városfal belső oldalán nagyon szűk terepen, a mai Frankopan téren állt. Miután az épületet megkapták a pálosok lassanként átépítették a kolostort. 1695-ben öt szerzetes élt itt, de az 1706-os átszervezés után már nyolc. A legnagyobb növekedés 1725-ben történt, amikor a pálosok átvették a gimnázium vezetését és rendszeres támogatást kaptak érte. 
Čolič püspök 1748-ban már 14 szerzetesről beszél. A korabeli források alapján úgy tűnik, hogy a pálos gimnázium helyiségei a kolostorban voltak. Mile Bogović úgy véli, hogy ezek a bővítések voltaképpen a régi alapokon történt korszerűsítés voltak, és nem teljesen új építések történtek. Nyilvánvalóan ennek is megvoltak a következményei, mert a kolostor és a templom állítólag nagyon gyorsan tönkremennek, és javasolták azok eltávolítását. 1786-ban császári rendeletre megszüntették a pálos rendet, bár a kolostorban két pálos szerzetes ezután is maradt, akik a gimnáziumban oktattak. 1874-ben lebontották az egykori pálos kolostort és a Szent Miklós-templomot. Érdemes megemlíteni, hogy a Szent Miklós-templom Zengg módos polgárainak és nemességének temetőhelyéül szolgált. Ivan Kukuljević ír arról, hogy a lebontása előtt a templomban több 16. századi sírkövet is látott.